# 清華大學生命科學館

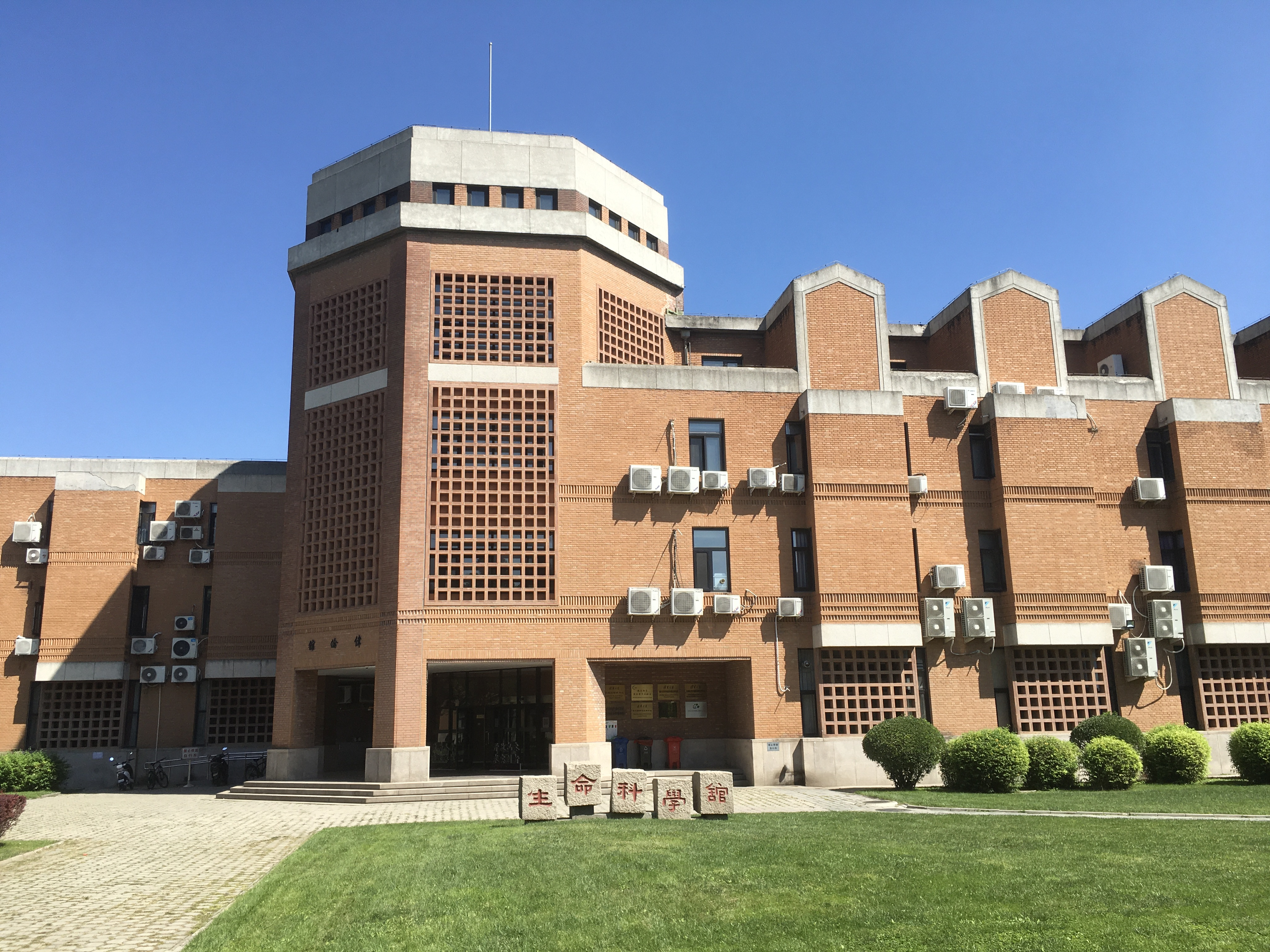
偉倫館

清華大學生命科學館（Life Sciences Building），又稱偉倫館，是清華大學生命科學學院的院館，位於清華大學校園西部理科建築群中心、生物學館北邊、理科樓南邊，於1996年奠基、1998年4月建成，建築面積9692平方公尺。
偉倫館由香港恆生銀行董事長利國偉以及夫人利易海倫捐資港幣2000萬元加上211工程專項投資1000萬人民幣建成的，建築由清華大學建築學院教授、中国工程院院士关肇邺負責主要設計，其建築融合西洋古典以及現代建築風格，與周邊建築同樣使用紅磚牆面，呼應理科樓群整體環境風格。偉倫館主門口為八角形五層塔樓，與八角形天文台交相呼應。
1999年，偉倫館與理科建築群共同獲得中國建築工程最高獎魯班獎。
2000年6月18日，伟伦馆落成揭幕典礼。中國全国人大常委会副委员长、两院院士吴阶平出席落成仪式，王大中校长和利国伟先生的夫人易海伦女士为新馆揭幕。